# Timmerlieden (Brugge)

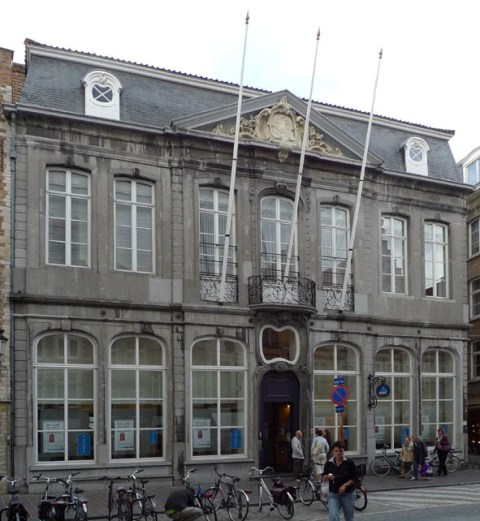
Het 18e-eeuws ambachtshuis van de timmerlieden en schrijnwerkers in de Steenstraat

Timmerlieden vormden in Brugge een ambacht vanaf de middeleeuwen tot op het einde van het ancien régime.

## Geschiedenis
Het ambacht van de timmerlieden bestond minstens al in de tweede helft van de dertiende eeuw. De leden ervan waren de bouwvakkers (timmerlieden, houtzagers), met uitzondering van de schrijnwerkers of andere houtbewerkers. Het bestuurscollege bestond toen uit een deken en vier 'vinders' of 'zorgers'. Rond 1400 werd een vijfde vinder toegevoegd, als vertegenwoordiger van de aparte categorie van scheepstimmerlieden. Later kwam daar een 'gouverneur' of penningmeester bij en een klerk. Beide waren administratieve medewerkers die niet tot het bestuur behoorden, althans niet met stemrecht. In 1456 verordende het stadsbestuur een besluit waarin de werken werden opgesomd die tot de bevoegdheid van de timmerlieden behoorden of tot die van de schrijnwerkers.
Het ambacht woog zwaar door in de bouwsector en in het hele stadsleven. Ieder gewoon huis dat in hout werd gebouwd, was het werk van timmerlieden. De (soms indrukwekkende) houten gebinten van kerken en stenen woningen waren eveneens hun werk. Het ambacht slaagde er dan ook in bepaalde voorrechten te verkrijgen. Zo kreeg het van hertogin Maria van Bourgondië in 1477 gedaan dat het zelf elk jaar het eigen bestuur mocht verkiezen, in tegenstelling tot de algemene regel, waarbij de stadsmagistraat de besturen van de ambachten koos uit een voorgelegde dubbele kandidatenlijst.
Bij elke vernieuwing werd op ceremoniële manier de eed afgelegd. Bij een eerste verkiezing was een nieuwe bestuurslid ertoe verplicht een zilveren voorwerp te schenken aan de gilde: een schaal voor een deken, een kroes voor een vinder. Vanaf 1693 mocht men ook een evenredige geldsom betalen. Tot in 1530 werd jaarlijks bij een bestuurswissel een feestmaal gehouden, maar vanaf die datum werd dit minder opgevolgd. Het kan dat de ambachtskas minder goed voorzien was, het kan ook dat de godsdienstverschillen voor onenigheid onder de leden zorgden.
De deken van de timmerlieden was een van de negen 'zwaardekens' van Brugge. Zestien ambachten waren ondergeschikt aan de timmerlieden en de dekens van elk van die ambachten moesten zich telkens op Heilig Bloeddag en op Sacramentsdag op het ambachtshuis aanmelden en eer betuigen aan de 'opperdeken'. Vandaar moesten ze mee opstappen naar de gildekapel en vervolgens in de processie. 
De timmerlieden hadden vanaf 1300 hun eigen kapel in de kerk van de minderbroeders en vereerden de heilige Jozef, timmerman, als hun patroon. Na de godsdiensttroebelen, kozen ze vanaf de 17e eeuw een kapel in de Sint-Salvatorskerk. 
Om lid van het ambacht te worden, diende men een proeftijd van vier jaar door te maken, als leerling en gezel, waarna een toetredingsgeld moest worden voldaan om volwaardig meester te worden: een laag bedrag voor de zoon van een lid, een veel hoger bedrag voor een buitenstaander. De tendens was aanwezig om de toegang tot het ambacht te beperken en er vooral een erfelijk voorrecht van te maken ten gunste van de aanwezige leden. 
In de 16e eeuw maakte het ambacht gebruik van zijn overwegende invloed om voor zijn leden uitbreiding van hun activiteiten te verkrijgen, door het stadsbestuur beslist, ten nadele van de schrijnwerkers. Er werd bevestigd dat de timmerlieden alle schrijnwerk in kerken mochten uitvoeren (zoals tabernakels, altaren, gestoelten, communiebanken, knielbanken, biechtstoelen, predikstoelenorgelkasten, kerkportalen, enz.). Daarmee hield het niet op, en nog talrijke andere mobilaire voorwerpen mochten voortaan ook door timmerlieden gemaakt worden. Het enige voorbehoud was dat ze hiervoor een taks of boete aan de overheid en aan de eigen ambacht moesten voldoen.
In de 17e eeuw groeide de categorie van scheepstimmerlieden uit tot een volwaardig en zelfstandig ambacht. In 1762 werden bij keizerlijk decreet het ambacht van de timmerlieden en dat van de schrijnwerkers samengevoegd. 
De timmerlieden hadden hun gildehuis in de Steenstraat. De ingang tot de vergaderkamer gebeurde via het 'Pierkepakstraatje' (nu Zilverstraat). In de zeventiende eeuw en tot in 1683 bleef deze kamer in gebruik als protestantse tempel, ten dienste van het Hollandse garnizoen. Twee jaar na de fusie bouwden de verenigde ambachtslui in 1764-65 hun nieuw gildehuis in de Steenstraat.
Het ambacht bouwde in de Boeveriestraat drie godshuizen voor behoeftige leden, naast drie godshuizen die gebouwd werden door de schrijnwerkers en drie door de kuipers. Met de spaargelden bijeengebracht door de timmermansknechten, werden in 1755 in de Artoisstraat twaalf woningen gebouwd voor arme vakgenoten. Ze overleefden de revolutiejaren als eigendom van een Onderstandsmaatschappij van de Timmerlieden tot in 1944, om in 1960-61 gesloopt te worden.
Het wapenschild van de timmerlieden droeg een bijl en een winkelhaak, met rondom de vermelding S. Ambachte van den Timmermans.
Er is tot hiertoe weinig onderzocht wie de belangrijkste timmerlieden-schrijnwerkers of metselaars waren die voor het optrekken van de vele bouwwerken zorgden. Alleen voor de tweede helft van de achttiende eeuw zijn een paar namen bekend van leden die waren uitgegroeid tot moderne aannemers van bouwwerken: de familie Van Speybrouck, meer in het bijzonder Emmanuel van Speybrouck; de familie Madere, meer in het bijzonder Pieter Madere. Hun namen komen zeer vaak onder de bestuursleden van het ambacht van de timmerlieden voor.